# Комаров, Виктор Степанович (Герой Советского Союза)
Виктор Степанович Комаров (31 января (13 февраля) 1918, Москва — 9 сентября 1945, Рига) — подполковник Рабоче-крестьянской Красной Армии, участник Великой Отечественной войны, Герой Советского Союза (1943).

## Биография
После окончания восьми классов школы и школы фабрично-заводского ученичества работал электромонтёром на железной дороге. В декабре 1937 года Комаров был призван на службу в Рабоче-крестьянскую Красную Армию. В 1938 году он окончил Борисоглебскую военную авиационную школу лётчиков. С февраля 1942 года — на фронтах Великой Отечественной войны. Принимал участие в боях на Калининском, Северо-Западном, Ленинградском и 2-м Прибалтийском фронтах.
К сентябрю 1943 года майор Виктор Комаров был заместителем командира 630-го истребительного авиаполка 106-й истребительной авиадивизии ПВО СССР. К тому времени он совершил 209 боевых вылетов, принял участие в 26 воздушных боях, сбив 10 вражеских самолётов лично и ещё 2 — в составе группы.
Указом Президиума Верховного Совета СССР от 9 октября 1943 года «за мужество и героизм, проявленные в боях», майор Виктор Степанович Комаров был удостоен высокого звания Героя Советского Союза с вручением ордена Ленина и медали «Золотая Звезда» за номером 1126.
После окончания войны Комаров командовал полком в Прибалтийском военном округе. 9 сентября 1945 года погиб в автокатастрофе. Похоронен на кладбище Райниса в Риге.
Был также награждён двумя орденами Красного Знамени и рядом медалей.